# Augaptilus cornutus
Augaptilus cornutus är en kräftdjursart som beskrevs av Wolfenden 1911. Augaptilus cornutus ingår i släktet Augaptilus och familjen Augaptilidae. Inga underarter finns listade i Catalogue of Life.